# Пінк (Оклахома)
Пінк (англ. Pink) — місто (англ. town) в США, в окрузі Поттаватомі штату Оклахома. Населення — 2091 особа (2020).

## Географія
Пінк розташований за координатами 35°13′57″ пн. ш. 97°6′1″ зх. д. / 35.23250° пн. ш. 97.10028° зх. д. (35.232621, -97.100146).  За даними Бюро перепису населення США в 2010 році місто мало площу 93,55 км², уся площа — суходіл.

## Демографія
Згідно з переписом 2010 року, у місті мешкало 2058 осіб у 732 домогосподарствах у складі 567 родин. Густота населення становила 22 особи/км².  Було 819 помешкань (9/км²).
Расовий склад населення:
| - 84,5 % — білих - 8,6 % — корінних американців - 0,4 % — азіатів - 0,3 % — чорних або афроамериканців |

До двох чи більше рас належало 5,8 %. Частка іспаномовних становила 4,0 % від усіх жителів.
За віковим діапазоном населення розподілялося таким чином: 27,3 % — особи молодші 18 років, 61,3 % — особи у віці 18—64 років, 11,4 % — особи у віці 65 років та старші. Медіана віку мешканця становила 38,4 року. На 100 осіб жіночої статі у місті припадало 103,8 чоловіків;  на 100 жінок у віці від 18 років та старших — 101,2 чоловіків також старших 18 років.
Середній дохід на одне домашнє господарство  становив 52 458 доларів США (медіана — 46 146), а середній дохід на одну сім'ю — 58 768 доларів (медіана — 53 125). Медіана доходів становила 45 560 доларів для чоловіків та 28 654 долари для жінок. За межею бідності перебувало 19,6 % осіб, у тому числі 30,1 % дітей у віці до 18 років та 3,9 % осіб у віці 65 років та старших.
Цивільне працевлаштоване населення становило 878 осіб. Основні галузі зайнятості: освіта, охорона здоров'я та соціальна допомога — 19,9 %, роздрібна торгівля — 18,0 %, публічна адміністрація — 15,8 %.